# 1998

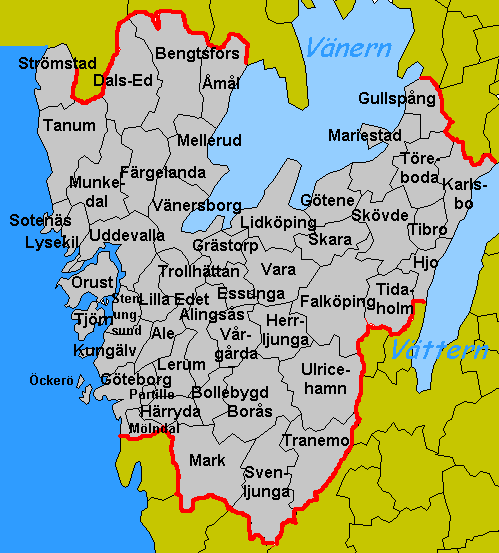
Västra Götalands län

1998 (MCMXCVIII) var ett normalår som började en torsdag i den gregorianska kalendern. Året utropades till Oceanens internationella år av Unesco.

## Händelser

### Januari
- 1 januari
  - All rökning förbjuds på Kaliforniens barer[2].
  - Västra Götalands län bildas genom en sammanslagning av de över 300 år gamla länen Skaraborgs, Älvsborgs och Göteborgs och Bohus län[3]. Två av Skaraborgs läns kommuner, Habo och Mullsjö överfördes dock till Jönköpings län.
  - Stockholm blir Europas kulturhuvudstad för ett år framåt, vilket inleds med gatumanifestationer och fyrverkerier[4].
- 3 januari – 314 nazister grips av 120 poliser vid en vit makt-konsert i Brottby[4].
- 5 januari – Huvudet på statyn Den lille havfrue sågas av[2].
- 7 januari – På Vänsterpartiets kongress i Luleå återväljs Gudrun Schyman.[3].
- 9 januari – Socialdemokraterna och de borgerliga partierna i Sverige når efter fyra år enighet om ett nytt pensionssystem där pensionstagarna själva får placera 2,5 % i valfria fonder[4]. För personer födda 1938 och senare skall ålderspensionen beräknas på grundval av hela livsinkomsten, men det skall finnas en garantipension för dem som har det sämst ställt.
- 10 januari – 47 personer döda, 2 000 skadade och 44 000 hemlösa vid en jordbävning i Kina[5].
- 14 januari – Sölve Conradsson (s) döms till 1,5 års fängelse för att som politiker "på ett systematiskt sett utnyttjat sin förtroendeställning skaffat sig privata fördelar till skada för kommunen"[3]. Han har bland annat missbrukat offentliga medel i åratal[4].

- 17 januari

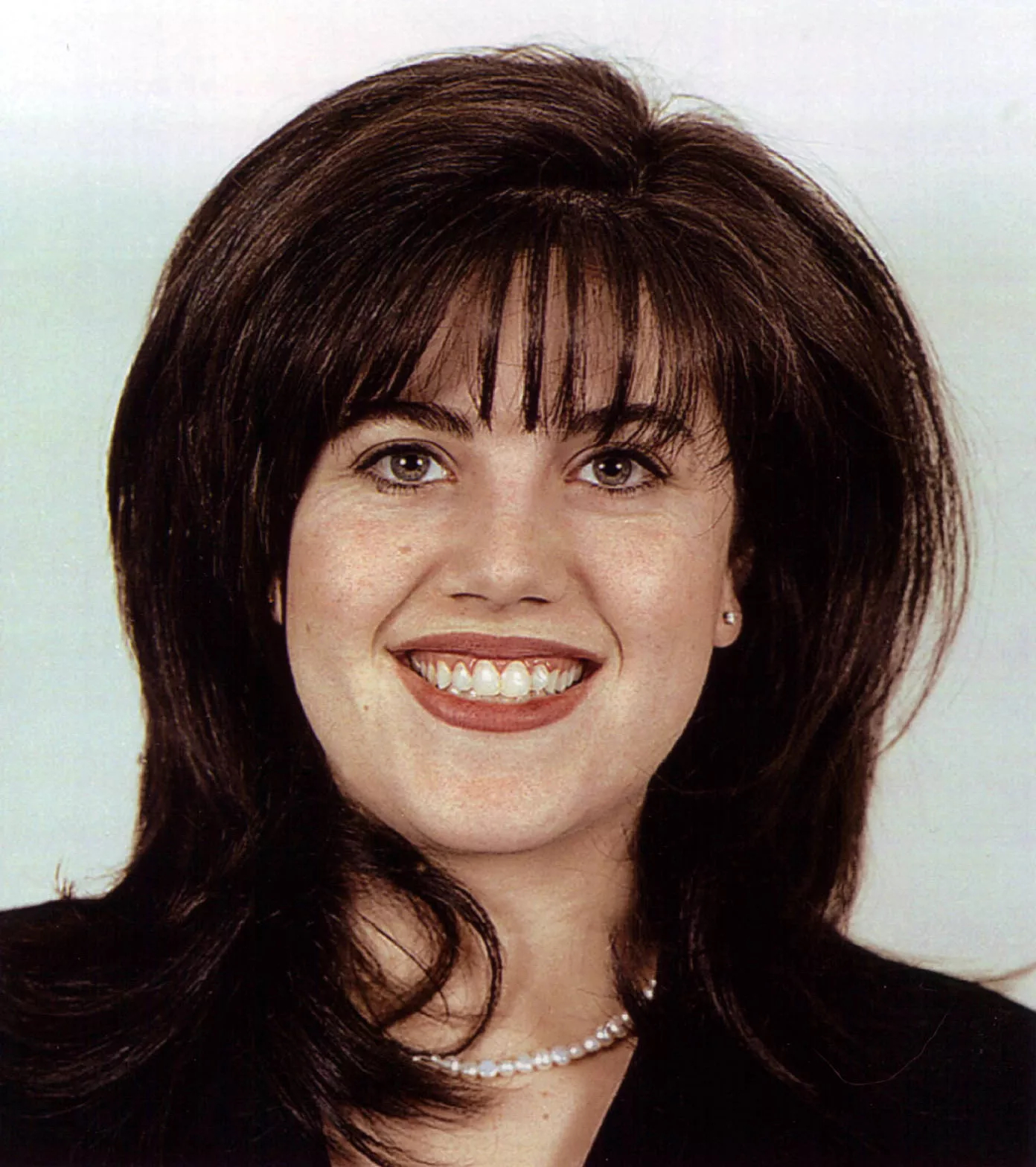
Lewinsky-affären

  - Paula Jones anklagar Bill Clinton för sexuella trakasserier.
  - Invigning av Stockholm som Europas kulturhuvudstad 1998[6].
- 20 januari – SAS köper finländska flygbolaget Air Botnia med 50 anställda[6].
- 21 januari – USA:s president Bill Clinton avvisar anklagelser att han skall ha haft sexuella förbindelser med en ung praktikant i Vita huset, Monica Lewinsky, och därefter uppmanat henne att begå mened för att dölja det[3].
- 27 januari – Gro Harlem Bruntland blir ny chef för WHO[7].

### Februari
- 4 februari
  - Över 5 000 personer dödas och 15 000 blir hemlösa vid en jordbävning i Afghanistan[5].
  - Dragan Joksović skjuts till döds på Solvalla, vilket blir upptakten till ett gangsterkrig inom restaurangbranschen i Stockholm.
- 5 februari – Den svenska regeringen beslutar att en reaktor i Barsebäck skall vara stängd före 1 juli[4].
- 6 februari – Länsförsäkringar och Wasa går samman och bildar Sveriges största försäkringsbolag och tredje största livförsäkringsbolag[6].

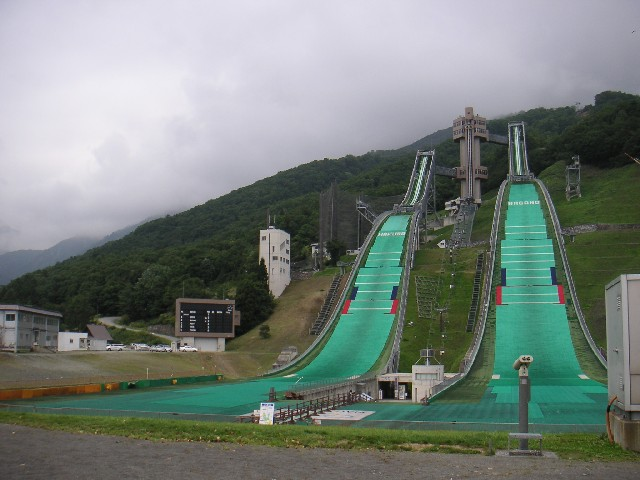
Olympiska vinterspelen i Nagano

- 7 februari – De 18:e olympiska vinterspelen invigs i Nagano, med deltagare från 72 länder[3].
- 8 februari – En valross syns på stranden i Åsa, Halland[2].
- 14 februari – Det om- och tillbyggda Moderna museet i Stockholm återinvigs[4] av kung Carl XVI Gustaf. Rafael Moneos omdiskuterade museibyggnad bildar ny relief åt Skeppsholmen[8].
- 22 februari – En tredjedel av höghuset "Palace II" kollapsar i Rio de Janeiro.[9]

### Mars
- 2 mars – Natascha Kampusch försvinner och visar sig senare vara kidnappad, hon rymmer först 8 år senare.
- 23 mars – Den 70:e oscarsgalan hålls i Shrine Auditorium i Kalifornien, USA, filmen Titanic får elva Oscar[2].
- 23 mars – Rysslands president Boris Jeltsin avskedar hela sin regering och utser 35-årige Sergej Kirijenko till ny regeringschef[7].
- 24 mars – På en skola i Jonesboro i delstaten Arkansas i USA stjäl Mitchell Johnson (13) och Andrew Golden (11) skjutvapen och skjuter 13 elever och 2 lärare. 5 av de träffade avlider.
- 31 mars – Kommunisterna får 25 % vid valet i Ukraina[2].

### April
- 2 april
  - Frankrikes förre budgetminister Maurice Papon döms till fängelse för att åren 1940-1944 ha skickat judar till tyska fångläger[2].
  - Olof Johansson meddelar, att han tänker avgå som centerpartiets ledare vid partistämman i juni[6].
- 10 april

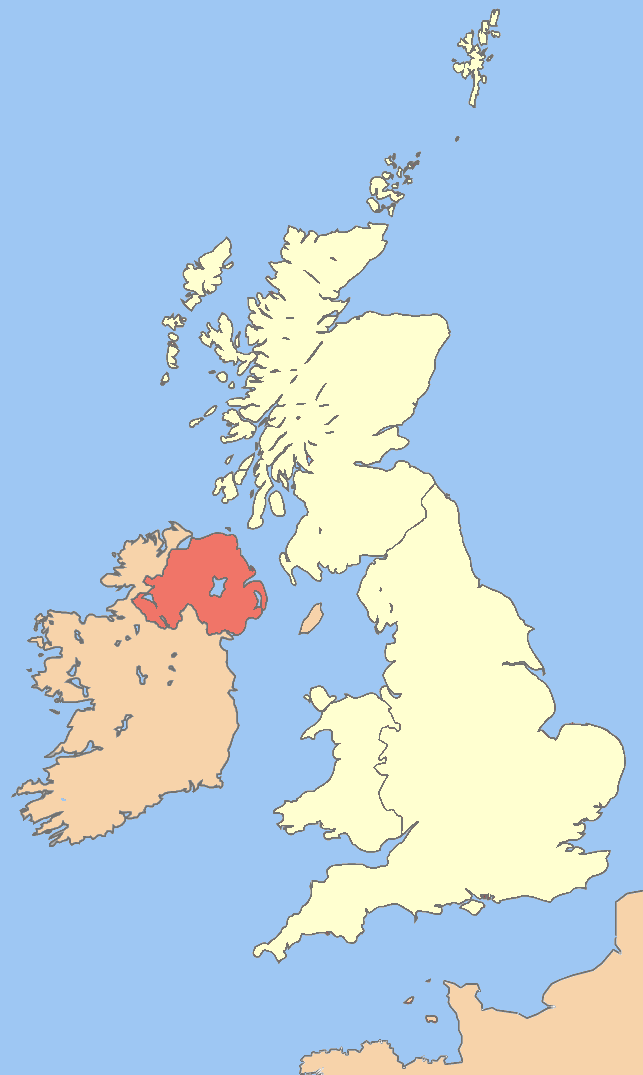
Långfredagsavtalet för Nordirland.

- - Det så kallade Långfredagsavtalet, gällande Nordirland, sluts.
  - Trandansen vid Hornborgasjön slår rekord. 9 000 fåglar observeras[2].
- 16 april – Sveriges riksdag beslutar att Sverige skall anslutas till Schengenavtalet om öppna gränser i Europa[4].
- 29 april – Sveriges riksdag godkänner Amsterdamfördraget om EU:s utrikespolitik[4].

### Maj
- 2 maj – På ett toppmöte i Bryssel beslutar EU att införa euron som gemensam valuta från 1 januari 1999. Danmark, Grekland, Storbritannien och Sverige väljer av olika anledningar att stå utanför[3].
- 10 maj - Premiär för Stockholms nya tunnelvagn c20, även kallad vagn 2000
- 11 maj – Indien provspränger kärnvapen i Rajasthaöknen nära gränsen till Pakistan[3].
- 13 maj – Våldsamma kravaller med bränder och butiksplundringar utbryter i Jakarta[3].
- 14 maj – Den svenska regeringsrätten skjuter upp stängningen av Barsebäck för ytterligare juridisk prövning, eventuellt i EU-domstolen[4].
- 17 maj – Sverige blir i Zürich världsmästare i ishockey för sjunde gången[3] efter 0-0 mot Finland[4].
- 21 maj
  - Indonesiens president Suharto avgår efter senaste tidens upplopp i Jakarta[3].
  - Efter att ha dödat sina föräldrar öppnar 15-årige Kipland "Kip" Kinkel i Springfield, Oregon i USA eld i skolan. Två elever dödas och över 20 skadas.
- 26 maj – 23-årige Bear Grylls blir yngste britten någonsin att bestiga Mount Everest.[10]
- 28 maj
  - Pakistan genomför fem underjordiska kärnvapenprov i Baluchistan[3].
  - Danmark säger ja till Amsterdamfördraget[7].
  - Sveriges högsta domstol avvisar svenska riksåklagarens resningsansökan i Palmemålet då de nya indicier som presenterats är för svaga[3]. Domstolen är enig[8].
- 29 maj – En ny svensk lag kriminaliserar köp av sexuella tjänster[8] från den 1 januari 1999[4].
- 30 maj – Över 5 000 personer dödas och 60 000 blir hemlösa vid en jordbävning i Afghanistan[5].

### Juni
- 2 juni – Svenska skogskoncernen Stora går samman med finländska Enso-Gutzeit, och den nya koncernen placerar huvudkontoret i Helsingfors[3].
- 3 juni – I järnvägsolyckan i Eschede, den värsta tågolyckan i Tysklands historia, konstateras 101 döda.
- 7 juni – Den svarte mannen James Byrd Jr. mördas av tre andra män i ett rasistiskt motiverat brott.
- 8 juni – Sveriges riksdag avskaffar ATP-pensionssystemet och inför ett nytt pensionssystem för alla födda 1938 eller senare[3].
- 11 juni – Den nya svenska miljöbalken utfärdas[11].
- 10 juni – USA skickar soldater till Dakar, Senegal för att evakuera amerikaner från inbördeskrigets Guinea-Bissau[12].
- 14 juni
  - Stora Bältbron invigs för biltrafik[2].
  - Centerns partistämma väljer Lennart Daléus till ordförande efter Olof Johansson, som frivilligt dragit sig tillbaka[3].
- 16 juni – Den brittiska au pair-flickan Louise Woodward, som den 30 oktober 1997 dömdes till 15 års fängelse för att ha misshandlat den åtta månader gamle pojken Matthew Eappen till döds Newton, Massachusetts, USA i februari 1997, får sin dom mildrad till 279 dagars fängelse för vållande till annans död.
- 20 juni – Peter Jöback slår rekord på Svensktoppen, 74 veckor med låten Guldet blev till sand[2].
- 26 juni – Bensinbolagen OK och Q8 går ihop[6].
- 27 juni – Stora delar av staden Ceyhan i Turkiet  läggs i ruiner och 144 personer dödas vid en jordbävning[5].

### Juli
- 1 juli – Malmö högskola bildas och invigs 1 september samma år.
- 10 juli – Norska Schibsted köper ägarmajoriteten i Svenska Dagbladet[2] från Investor[6].

Frankrike bäst i fotboll.

- 12 juli – Frankrike slår Brasilien med 3-0 i VM-finalen i fotboll i Frankrike[3]. Turneringen började den 12 juni.
- 17 juli
  - En tsunami dödar minst 3 000 personer i Papua Nya Guinea[5] efter jordbävning.
  - Klečkamassakern inträffar.

### Augusti

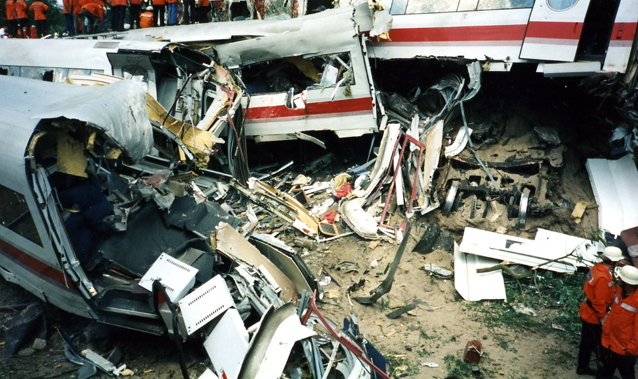
Järnvägsolyckan i Eschede.

- Augusti – Oroligheter på världens börser.
- 1 augusti
  - Kraftiga sommarregn i Kina har utlöst stora översvämningar, värst längs med Yangtzefloden[3].
  - Den svenska tobaksskatten sänks med 10 SEK per cigarettpaket då förra årets höjning lett till lavinartad smuggling från Finland.
  - Världens dyraste frimärke, det svenska Gul tre skilling banco från 1855, säljs för 14 miljoner SEK[2].
  - I Sverige införs läroplanen Lpfö 98 för den svenska förskoleverksamheten.
- 5 augusti
  - Marabou slutar tillverka tuggummit Toy[2].
  - Ett åtgärdsprogram för att rädda den svenska flodkräftan inrättas.
- 7 augusti – Bombattentat mot USA:s ambassader i Kenya och Tanzania.
- 10 augusti – USA:s president Bill Clinton meddelar till USA:s kongress att han anlitat en militär styrka för att hjälpa till med sjukvård och reparationer efter bombattentaten mot USA:s ambassader i  Kenya och Tanzania den 7 augusti 1998[12].
- 15 augusti – Ett bombattentat utförs i Omagh, Nordirland.
- 16 augusti – USA:s president Bill Clinton anlitar USA:s marin och flotta för att skydda amerikansk ambassadpersonal i  Tirana, Albanien[12].
- 17 augusti – USA:s president Bill Clinton medger inför åtalsjuryn i Washington, DC att han haft "en otillbörlig fysisk relation" med Vita huset-praktikanten Monica Lewinsky[3].
- 20 augusti – USA flygbombar mål i Afghanistan och Sudan där man misstänker att Usama bin Ladin och hans gäng håller till, då dessa beskyllts för bombattentaten mot USA:s ambassader i Kenya och Tanzania den 7 augusti 1998[12]
- 23 augusti – Viktor Tjernomyrdin ersätter Sergej Kirijenko som Rysslands premiärminister[7].

### September
- 2 september – Flygplanet Swissair Flight 111 havererar i Atlanten. Alla 229 passagerare och besättningsmän omkommer.
- 3 september – Bensinbolagen Shell och Texaco slås samman[6].
- 4 september – Sökmotorn Google grundas av Larry Page och Sergey Brin.
- 15 september – Harry Franzén, ICA-handlare i skånska Röstånga, döms av Landskrona tingsrätt till dagsböter för olovlig alkoholförsäljning då han 1994 sålde vin i sin affär, och EG-domstolen tidigare prövat fallet och gett Sverige rätt att behålla Systembolagets alkoholförsäljningsmonopol[8].
- 18 september – Folkpartiet liberalerna upptäcker att medlemmarna i MC-gänget Hells Angels i Malmö också är medlemmar av partiet. De utesluts[2].

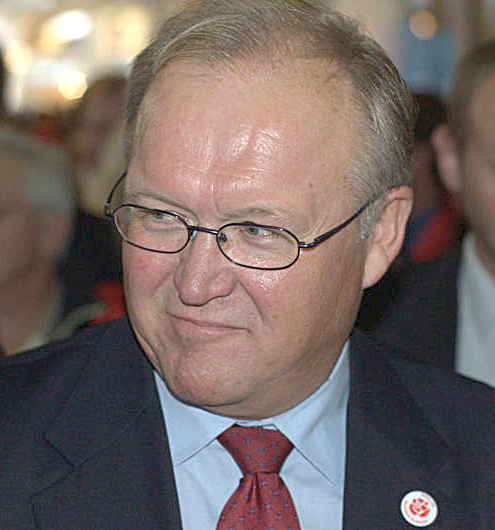
Riksdagsval i Sverige.

- 19 september – Elisabeth Ohlson Wallins fotoutställning Ecce Homo, som framställer Jesus bland homosexuella, invigs och väcker stark debatt, men Svenska kyrkans ärkebiskop Karl Gustav Hammar försvarar den.[8].
- 20 september – I det svenska riksdagsvalet gör SAP sitt sämsta riksdagsval på länge, men behåller ändå regeringsmakten då huvudopponenten Moderata samlingspartiet bara ökar marginellt[3]. Vänsterpartiet fördubblar sitt valresultat från 6,2 % i förra valet till 12 %, medan KD förbättrar valresultatet från 4,1 till 11,8 %[8]. Valet är Sveriges första personval[13], valdeltagandet är dock det sämsta på 40 år med endast 81,4 %.
  - Sverigedemokraterna får 19 624 röster (0,37 procent), vid sitt fjärde riksdagsval.
- 27 september – CDU går kraftigt bakåt vid tyska förbundsdagsvalet, vilket innebär slutet på epoken Helmut Kohl. I stället kan Gerhard Schröders SPD överta regeringsmakten[3].
- 27 september – USA:s president Bill Clinton skickar amerikanska evakueringsstyrkor til Liberia för att utöka den amerikanska säkerhetsstyrkan på USA:s ambassad i Monrovia[12].
- September – Svenska sångerskan Emilia Rydberg släpper singeln Big Big World.[14]

### Oktober

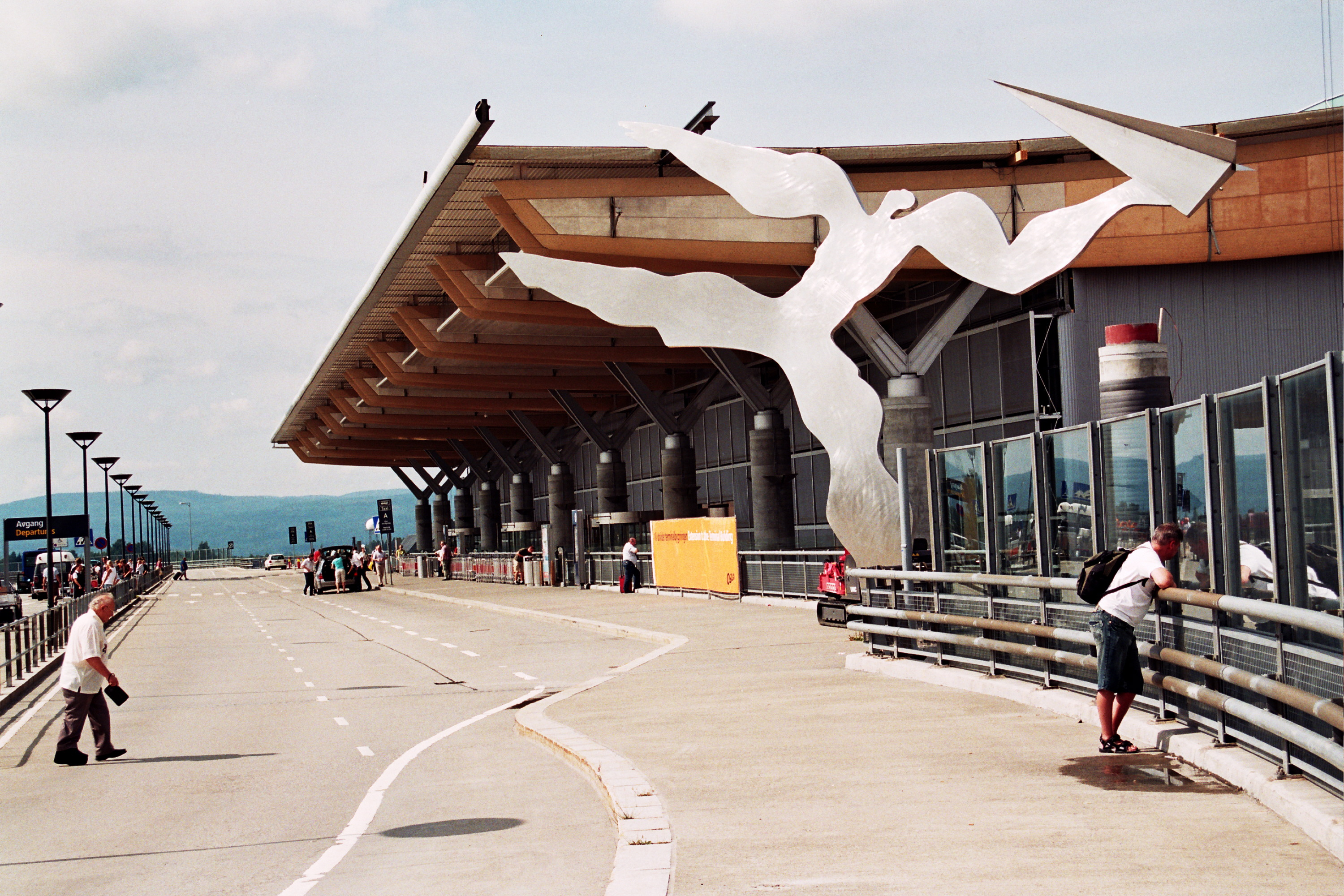
Oslos nya flygplats, Gardermoen invigs.

- 6 oktober – Sveriges statsminister Göran Persson ombildar sin socialdemokratiska regering, och statsråden Björn Rosengren och Mona Sahlin blir ministrar i nyinrättade Näringsdepartementet[3].
- 7 oktober – Oslos nya flygplats Gardermoen invigs.
- 9 oktober – Mats Hulth avgår som Stockholms finansborgarråd efter 22 år som borgarråd[6].
- 12 oktober – Kinesiska arkeologer bevisar att Peking varit bebodd i över 20 000 år[2].
- 17 oktober – Chiles förre diktator Augusto Pinochet grips av brittisk polis på sjukhus i London för eventuell utlämning till Spanien, där myndigheterna misstänker honom för inblandning i mord på spanska medborgare i Chile åren 1973–1976.[3]
- 23 oktober – Filmen Fucking Åmål har premiär.
- 24 oktober
  - Den nya svenska personuppgiftslagen (PUL) träder i kraft.
  - Lucian Pulvermacher, ledare för en sedevakantistisk kyrka i USA, väljs till påve med namnet Pius XIII men accepteras aldrig från officiellt romersk-katolskt håll.

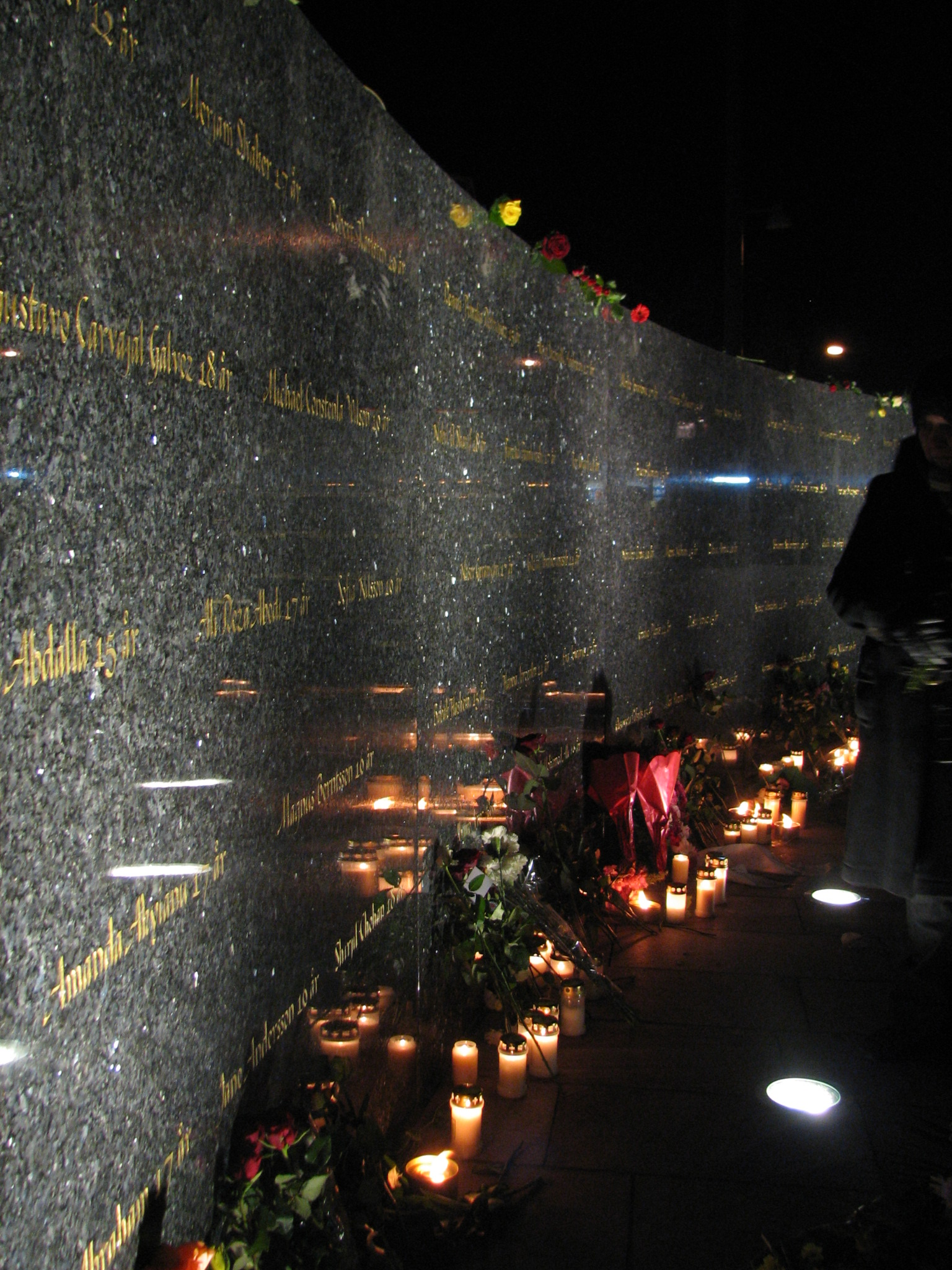
Diskoteksbranden i Göteborg

- 30 oktober – 63 ungdomar omkommer och 213 skadas vid en explosionsartad brand i en festlokal vid Backaplan på Hisingen i Göteborg[3] där 300 ungdomar, främst från Hammarkullen, Bergsjön och Angered deltar[8].

### November
- 1 november – Orkanen Mitch vållar massdöd och stor materiell förödelse på de platser den drar fram, och läget är värst i Honduras, Nicaragua, Guatemala och Belize[3]. 20 000 personer dödas, och 3 miljoner blir hemlösa[5].
- 8 november – AIK fotbolls herrlag vinner Allsvenskan.[15]
- 19 november – EU-domstolen fastslår, att Sverige inte kan förbjuda uppfödning av rasen belgisk blå.
- 21 november – 28 personer skadas i en bussolycka utanför Enköping.
- 23 november – Lars-Erik Lövdén tillträder som chef för det svenska Inrikesdepartementet för resten av året.

### December

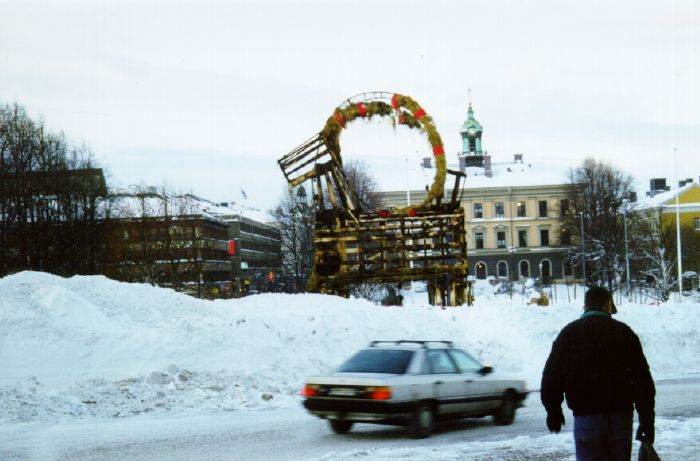
Snöstormen i Gävle 1998

- 1 december – Sveriges regering gör upp med vänstern och miljöpartiet om att det svenska försvaret, som genom ändring av budgetsystemet går miste om nio miljarder kronor, inte får kompensation[4].
- 3 december – Anja Pärson, Sverige tar sin första världscupseger i slalom i Mammoth Mountain,  Kalifornien, USA.
- 9 december – Läkemedelsföretaget Astra i Södertälje går samman med brittiska Zeneca, och nya bolaget förlägger sitt säte till London[3].
- 6 december – Gävle drabbas av ett våldsamt snöoväder. Skolor stängs och invånarna uppmanas att stanna inomhus.

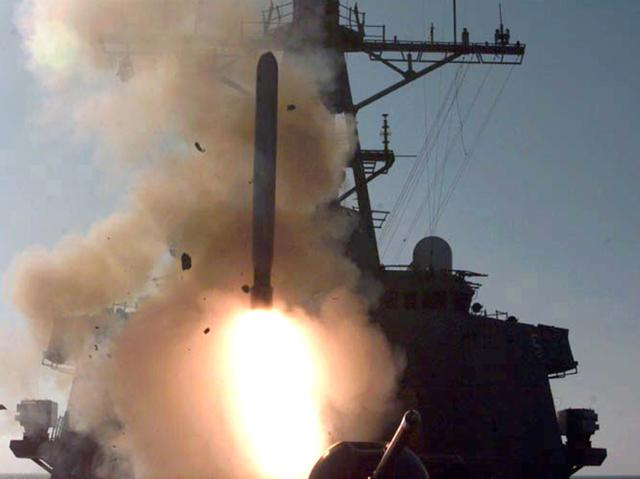
Operation ökenräv

- 16–23 december – Amerikanska och brittiska trupper bombar industrier i Irak kapabla att tillverka massförstörelsevapen efter att Irak har hindrat FN:s vapeninspektörer. Bombningarna följs av att USA och andra stater flera gånger de kommande månaderna slår till mot flygförbundszonerna i norra och södra Irak[12].
- 19 december
  - USA:s president Bill Clinton ställs inför riksrätt.
  - Uddevalla firar 500 år som stad.
- 31 december – Under de senaste två åren har det enligt en rapport dött 7 000 fler än vad som fötts i Sverige. Tack vare invandringen har den svenska folkmängden dock ändå ökat med 10 000[4].

### Okänt datum
- Ersättningsnivåerna i det svenska socialförsäkringssystemet höjs från 70 till 80 %.
- Innehav av barnpornografi kriminaliseras i Sverige genom att Sveriges riksdag ändrar svenska grundlagen[4].
- 35 % av SAAB:s flygdivision säljs till British Aerospace.
- Hennes & Mauritz startar sin internetförsäljning.
- Den borgerliga oppositionen i Sverige hävdar att skatterabatt på hushållstjänster skulle skapa 100 000 nya jobb i Sverige[4].
- En man som visste sig vara hiv-smittad häktas i sin frånvaro för samlag med 150 kvinnor[4].
- I Sverige startar Integrationsverket sin verksamhet[16].
- ATG lanserar Interbet, Sveriges första officiella spel på Internet[17].

## Födda

### Första kvartalet

#### Januari
- 1 januari – Enock Mwepu, zambisk fotbollsspelare
- 17 januari – Natalia Kaczmarek, polsk friidrottare
- 23 januari – Jahseh Onfroy, amerikansk rappare
- 28 januari – Ariel Winter, amerikansk skådespelare

#### Mars
- 2 mars
  - Alexander Nylander, svensk ishockeyspelare
  - Meta Hrovat, slovensk alpin skidåkare
- 5 mars – Engla Höglund, svenskt mordoffer
- 12 mars
  - Alina Müller, schweizisk ishockeyspelare
  - Aline Danioth, schweizisk alpin skidåkare

### Andra kvartalet

#### April
- 3 april
  - Paris Jackson, amerikansk modell och skådespelare, dotter till Michael Jackson
  - Roberts Uldriķis, lettisk fotbollsspelare
- 6 april – Peyton List, amerikansk skådespelare
- 9 april – Elle Fanning, amerikansk skådespelare
- 19 april – Patrik Laine, finländsk ishockeyspelare
- 21 april – Isac Brännström, svensk ishockeyspelare
- 29 april – Mallory Pugh, amerikansk fotbollsspelare

#### Maj
- 7 maj – MrBeast, amerikansk youtubare
- 16 maj – Vladimir Arzumanjan, armenisk sångare
- 20 maj – Gabriella Palm, australisk vattenpolomålvakt

#### Juni
- 4 juni – Viktor Gyökeres, svensk fotbollsspelare.
- 24 juni – Pierre-Luc Dubois, kanadensisk ishockeyspelare

### Tredje kvartalet

#### Juli
- 8 juli – Jaden Smith, amerikansk skådespelare
- 17 juli – Felipe Juan, spansk hertig, son till Elena av Spanien
- 22 juli – Madison Pettis, amerikansk barnskådespelare
- 24 juli – Bindi Irwin, australisk programledare och skådespelare, dotter till Steve Irwin
- 30 juli – Jesper Bratt, svensk ishockeyspelare

#### Augusti
- 8 augusti – Shawn Mendes, kanadensisk sångare
- 25 augusti – China Anne McClain, amerikansk skådespelare

#### September
- 18 september  – Christian Pulisic, amerikansk fotbollsspelare.
- 19 september
  - Nolan Patrick, kanadensisk ishockeyspelare
  - Tierna Davidson, amerikansk fotbollsspelare
- 21 september – Lorenzo och Nikolas Brino, amerikanska skådespelare
- 28 september – Alva Bratt, svensk skådespelare

### Fjärde kvartalet

#### Oktober
- 13 oktober – Lias Andersson, svensk ishockeyspelare
- 23 oktober – Amandla Stenberg, amerikansk skådespelare
- 28 oktober – Nolan Gould, amerikansk skådespelare

#### November
- 12 november – Elias Pettersson, svensk ishockeyspelare
- 15 november – Emma Larsson, svensk gymnast
- 24 november – Bridger och Brecken Palmer, amerikanska tvillingskådespelare

#### December
- 2 december – Jarad Higgins, amerikansk rappare
- 19 december – Frans Jeppsson-Wall, svensk sångare
- 20 december – Kylian Mbappé, fransk fotbollsspelare

## Avlidna

### Första kvartalet

#### Januari
- 1 januari – Åke Seyffarth, 78, svensk idrottsman, (skridsko, cykel).
- 5 januari
  - Sonny Bono, 62, amerikansk musiker och kongressledamot.
  - Lars Kåge, 82, svensk skådespelare och sångare.
- 8 januari – Imi Lichtenfeld, 87, israelisk militär.
- 15 januari – Aimo Halila, 85, finländsk historiker.
- 19 januari
  - Bengt Eklund, 73, svensk skådespelare.
  - Carl Perkins, 65, amerikansk musiker.
- 21 januari – Jack Lord, 77, amerikansk skådespelare och regissör.
- 27 januari – Ragnar Edenman, 83, svensk socialdemokratisk politiker, ecklesiastikminister 1957–1967.

#### Februari
- 3 februari – Karla Faye Tucker, 38, amerikansk mördare, avrättad.
- 4 februari – Dragan Joksović, 41, svensk-jugoslavisk krogägare
- 6 februari
  - Carl Wilson, 51, amerikansk popmusiker, medlem av The Beach Boys.
  - Falco, eg. Hans Hölzel, 40, österrikisk musiker.
- 9 februari
  - Helga Hallén, 86, svensk skådespelare.
  - Halldór Laxness, 95, isländsk författare, nobelpristagare.
- 17 februari – Ernst Jünger, 102, tysk författare.
- 21 februari – George Fant, 81, svensk skådespelare.
- 22 februari – Donald S. Russell, 92, amerikansk demokratisk politiker och jurist.
- 24 februari – Miff Görling, 88, svensk kompositör, arrangör och musiker.

#### Mars
- 2 mars – Leif Blomberg, 57, svensk politiker (s), invandrarminister 1994–1996 och ordförande för Metall.
- 8 mars – Peter Nilson, 60, svensk författare och astronom.
- 10 mars – Lloyd Bridges, 85, amerikansk skådespelare.
- 12 mars – Judge Dread, eg. Alexander Minto Hughes, 52, brittisk reggae- och skamusiker.
- 15 mars – Benjamin Spock, 94, amerikansk barnläkare.
- 19 mars – E.M.S. Nambodiripad, 88, indisk kommunistisk politiker.
- 20 mars – Beverley Cross, 66, brittisk pjäs- och manusförfattare.
- 21 mars
  - Blenda Bruno, 87, svensk skådespelare.
  - Galina Ulanova, 88, rysk ballerina.
- 23 mars – Lillie Björnstrand, 84, svensk skådespelare och författare.
- 26 mars – Gösta Grip, 93, svensk skådespelare.
- 27 mars – Ferry Porsche, 88, österrikisk-tysk bilkonstruktör.

### Andra kvartalet

#### April
- 5 april – Cozy Powell, 50, brittisk trummis.
- 6 april – Tammy Wynette, 55, amerikansk countrysångerska.
- 7 april – Elsie Bodin, 89, svensk sångare och skådespelare.
- 10 april
  - John Petersson, 74, svensk militär.
  - Francis Durbridge, 85, brittisk deckarförfattare.
- 14 april – Maurice Stans, 90, amerikansk republikansk politiker och tjänsteman.
- 15 april – Pol Pot, 73, diktator i Kambodja 1976–1979.
- 17 april – Linda McCartney, 56, amerikansk musiker, gift med Paul McCartney.
- 19 april – Octavio Paz, 84, mexikansk författare, nobelpristagare 1990.
- 21 april
  - Jean-François Lyotard, 73, fransk filosof.
  - Egill Jacobsen, 87, dansk konstnär.
- 25 april
  - Egon Engström, 61, svensk skådespelare.
  - Christian Mortensen, 115, äldsta nordiska personen någonsin.
- 26 april – Sven Olov Lindholm, 95, svensk nazistisk politiker.

#### Maj
- 2 maj – Hideto Matsumoto, 33, japansk musiker.
- 4 maj – Alois Estermann, 43, kommendant för schweizergardet.
- 14 maj – Frank Sinatra, 82, amerikansk sångare och skådespelare[3].
- 23 maj – Telford Taylor, 90, amerikansk jurist.
- 28 maj – Phil Hartman, 49, kanadensisk-amerikansk skådespelare och komiker, mördad.[18]
- 29 maj – Gunnar Johansson, 72, svensk skådespelare.

#### Juni
- 2 juni – Folke Lindh, 77, svensk amatörskådespelare.
- 3 juni – Poul Bundgaard, 75, dansk skådespelare.
- 8 juni – Maria Reiche, 95, tysk matematiker och arkeolog.
- 11 juni – Catherine Cookson, 91, brittisk författare.
- 12 juni – Paul Michael Stephani, 53, amerikansk seriemördare.
- 14 juni – Ginette Mathiot, 91, fransk kokboksförfattare
- 15 juni – Jokkmokks-Jokke, eg. Bengt Djupbäck, 83, svensk trubadur.
- 17 juni – Gösta Lundström, 76, svensk militär.
- 20 juni – Conrad Schumann, 56, tysk soldat.
- 23 juni – Per Anders Fogelström, 80, svensk författare[4].
- 23 juni – Maureen O’Sullivan, 87, amerikansk skådespelare, känd för sin rolltolkning som Tarzans Jane.
- 26 juni – John Zacharias, 80, svensk skådespelare, regissör och teaterchef.
- 29 juni – Slavko Dokmanović, 48, kroatienserbisk politiker.

### Tredje kvartalet

#### Juli
- 1 juli – Stig Järrel, 88, svensk skådespelare[4].
- 3 juli – Leo Häppölä, 87, finländsk politiker, Finlands försvarsminister 1959–1961.
- 4 juli – Kurt Franz, 84, tysk SS-officer, kommendant i Treblinka.
- 5 juli – Sture Kallin, 68, svensk musiker.
- 8 juli – Tore Werner, 87, svensk operasångare.
- 12 juli – Bo Giertz, 92, biskop i Göteborg.
- 14 juli – Dick McDonald, 89, amerikansk affärsman, grundade den första McDonald'srestaurangen 1948.
- 17 juli – Mafalda Figoni, 86, svensk solodansös, skådespelare och koreograf.
- 18 juli – Peer Gregaard, 85, dansk teaterchef.
- 21 juli – Alan Shepard, 74, amerikansk flygare och astronaut, första amerikanen i rymden 1961.
- 22 juli – Rolf Botvid, 82, svensk skådespelare och manusförfattare.
- 23 juli – Bertil Green, 72, svensk militär.
- 28 juli – Cilla Ingvar, 67, svensk revyartist.
- 29 juli – Jerome Robbins, 79, amerikansk koreograf, regissör och dansare.

#### Augusti
- 2 augusti – Henrik Dyfverman, 86, svensk skådespelare och TV-producent.
- 3 augusti – Alfred Schnittke, 63, rysk postmodern kompositör.
- 5 augusti
  - Otto Kretschmer, 86, tysk ubåtsbefälhavare under andra världskriget.
  - Britt Lindeborg, 70, svensk sångtextförfattare.
  - Todor Zjivkov, 86, bulgarisk politiker, regeringschef 1954–1989.
- 10 augusti – Åke Ragnar Wide, 76, svensk konstnär och grafiker.
- 20 augusti – Gunnar Åberg, 78, svensk militär.
- 25 augusti – Floyd K. Haskell, 82, amerikansk demokratisk politiker, senator 1973–1979.
- 26 augusti – Frederick Reines, 80, amerikansk fysiker, nobelpristagare.
- 30 augusti – Denniz Pop, 35, svensk musikproducent.

#### September
- 6 september
  - Ernst-Hugo Järegård, 69, svensk skådespelare[4].
  - Akira Kurosawa, 88, japansk filmregissör.
- 7 september – Christer Glenning, 58, svensk motorjournalist.
- 14 september – Johnny Adams, 66, amerikansk bluessångare.
- 21 september - Florence Griffith Joyner, 38, amerikansk friidrottare (världsrekord 100 och 200 meter)
- 26 september – Arne Risling, 80, svensk militär.
- 27 september – Micha Koivunen, 34, svensk skådespelare.
- 28 september – Olle Länsberg, 76, svensk författare, manusförfattare och sångtextförfattare.

### Fjärde kvartalet

#### Oktober
- 3 oktober – Roddy McDowall, 70, brittiskfödd amerikansk skådespelare.
- 12 oktober – Matthew Shepard, 21, amerikanskt mordoffer.
- 13 oktober – Ka Nerell, 83, svensk skådespelare.
- 17 oktober – Joan Hickson, 92, brittisk skådespelare, känd för sin rolltolkning som Miss Marple.
- 27 oktober – Gene Taylor, 70, amerikansk republikansk politiker, kongressledamot 1973–1989.

#### November
- 7 november – Börje Mellvig, 86, svensk skådespelare, manusförfattare, regissör och textförfattare.
- 10 november – Svetlana Beriosova, 66, litauisk ballerina.
- 11 november – Elvis Stahr, 82, amerikansk miljöaktivist och politiker, USA:s arméminister 1961–1962.
- 17 november – Jefim Geller, 73, sovjetisk schackspelare.
- 19 november – Albert Christiansen, 88, svensk barnskådespelare och ingenjör.
- 22 november – Stu Ungar, 45, professionell amerikansk gin rummy- och pokerspelare.

#### December
- 1 december – Bertil Nordahl, 81, svensk fotbollsspelare och -tränare.
- 2 december – Per Mindus, 58, svensk professor i psykiatri.
- 5 december – Albert Gore, 90, amerikansk demokratisk politiker.
- 7 december – Alla Sjelest, 79, rysk ballerina och koreograf.
- 11 december – Lynn Strait, 30, amerikansk sångare.
- 16 december – Stig Sjögren, 80, svensk militär.

## Nobelpris[19]
- Fysik
  - Robert B Laughlin, USA
  - Horst L Störmer, Tyskland
  - Daniel C Tsui, USA
- Kemi
  - Walter Kohn, USA
  - John A Pople, Storbritannien
- Medicin
  - Robert F Furchgott, USA
  - Louis J Ignarro, USA
  - Ferid Murad, USA
- Litteratur – José Saramago, Portugal
- Fred
  - John Hume, Storbritannien
  - David Trimble, Storbritannien
- Ekonomi – Amartya Sen, Indien

### Fotnoter
1. ↑  ”1998—INTERNATIONAL YEAR OF THE OCEAN: MESSAGE OF UNESCO DIRECTOR-GENERAL (29 december 1997)”. Arkiverad från originalet den 7 juli 2010. https://web.archive.org/web/20100707135159/http://ioc.unesco.org/IYO/newsdesk/97-250e.htm.
2. 1 2 3 4 5 6 7 8 9 10 11 12 13 14  100 år med Aftonbladet – 1998, 1999
3. 1 2 3 4 5 6 7 8 9 10 11 12 13 14 15 16 17 18 19 20 21 22 23 24 25 26  20:e århundrades När Var Hur – 1998, Bernt Himmelstedt, Forum, 1999
4. 1 2 3 4 5 6 7 8 9 10 11 12 13 14 15 16 17 18 19  Hundra år i Sverige – 1998, Hans Dahlberg, Albert Bonniers, 1999
5. 1 2 3 4 5 6  Faktakalendern 2006, Semic, 2005
6. 1 2 3 4 5 6 7 8  Faktakalendern 2000 – 1998 (Sverige), Semic, 1999
7. 1 2 3 4  Faktakalendern 2000 – 1998 (Utlandet), Semic, 1999
8. 1 2 3 4 5 6 7  Sverige 1900-talet – 1998, NE, Bra Böcker, 2000
9. ↑  ”Cronograma”. Arkiverad från originalet den 16 april 2004. https://web.archive.org/web/20040416045023/http://www.unb.br/ics/dan/Serie274empdf.pdf.
10. ↑  ”Flying over the top of the world”. BBC NEWS. http://news.bbc.co.uk/1/hi/uk/6666889.stm.
11. ↑  Sverige 1900-talet – Den svenska naturkänslans historia, NE, Bra Böcker, 2000
12. 1 2 3 4 5 6  Grimmett, Richard F. (5 oktober 2004). ”Instances of Use of United States Armed Forces Abroad, 1798 – 2004”. Naval History and Heritage Command. https://www.history.navy.mil/research/library/online-reading-room/title-list-alphabetically/i/use-of-armed-forces-abroad-1798-2004.html.
13. ↑  Sverige 1900-talet – Från soppkök till sofflock?, NE, Bra Böcker, 2000
14. ↑  ”Aftonbladet 4 oktober 1998 - Stikkans son bakom nya stjärnskottet”. http://wwwc.aftonbladet.se/noje/9810/04/stikkan.html.
15. ↑  ”AIK Statistikdatabas (Herrar)”. Aik.se. http://www.aik.se/fotboll/statistik/matches.php?year=1998. Läst 10 februari 2012.
16. ↑  Sverige 1900-talet – De nya svenskarna: Mellan assimilation och mångfald, NE, Bra Böcker, 2000
17. ↑  Sverige 1900-talet – Hundra år av lönsamhet, NE, Bra Böcker, 2000
18. ↑  ”Phil Hartman, wife die in apparent murder-suicide”. Arkiverad från originalet den 18 oktober 2014. https://web.archive.org/web/20141018233241/http://edition.cnn.com/SHOWBIZ/TV/9805/28/hartman/. (CNN)
19. ↑  ”Nobelpriset”. https://www.nobelprize.org/prizes/lists/all-nobel-prizes/. Läst 10 april 2011.